# Ryuta Hara
Ryuta Hara (原 竜太, Hara Ryuta) est un footballeur japonais né le 19 avril 1981.